# التصنيفات الدولية للسنغال
تتضمن هذه المقالة التصنيفات الدولية للسنغال.

## التصنيفات الاقتصادية
- تقرير التنافسية العالمية الصادر عن المنتدى الاقتصادي العالمي لعام 2016-2017: احتلت السنغال المرتبة 112 من أصل 138 دولة.

## التصنيفات المجتمعية
- مؤشر التنمية البشرية الصادر عن برنامج الأمم المتحدة الإنمائي لعام 2015: حلت السنغال في المرتبة 170 من أصل 188.

## التصنيفات السياسية
- مؤشر مدركات الفساد الصادر عن المنظمة الشفافية الدولية لعام 2015: احتلت السنغال المرتبة 64 من بين 168 دولة [1]

## التصنيفات التكنولوجية
- المنظمة العالمية للملكية الفكرية: مؤشر الابتكار العالمي 2024، المرتبة 92 من بين 133 دولة [2]